# Roger Ricort

Roger Ricort est un joueur de football né le 7 janvier 1959 à Nice. Il évoluait au poste de milieu de terrain. 

## Biographie
Il intégrera à plusieurs reprises le club de sa ville de naissance et participera à plusieurs fonctions. En Août 2002, il est nommé par Maurice Cohen au poste de directeur du développement du club. Puis, il assumera les fonctions de directeur sportif de l'OGC Nice de juillet 2005 à mai 2009, où il est remplacé par Éric Roy et devient agent de joueur. Il a également été responsable du centre de formation de l'OGC Nice.

## Palmarès
- Champion de France en 1978 avec l'AS Monaco
- Vainqueur de la Coupe de France  en 1980 avec l'AS Monaco
- 261 matches en Division 1 pour 44 buts marqués
- 1 match en C2

## Statistiques Détaillées
- C2 : 1 match
- Coupe de France  26 matches (22 en tant que titulaire), 3 buts marqués.
- Division 1 : 261 matches (235 en tant que titulaire), 44 buts marqués, 2 cartons rouges.

- Total : 288 matches professionnels (258 en tant que titulaire), 47 buts marqués, 2 cartons rouges